# CATSPERE
CATSPERE‏ (Catsper channel auxiliary subunit epsilon) هوَ بروتين يُشَفر بواسطة جين CATSPERE في الإنسان.